# Prêmio da Fundação James Beard

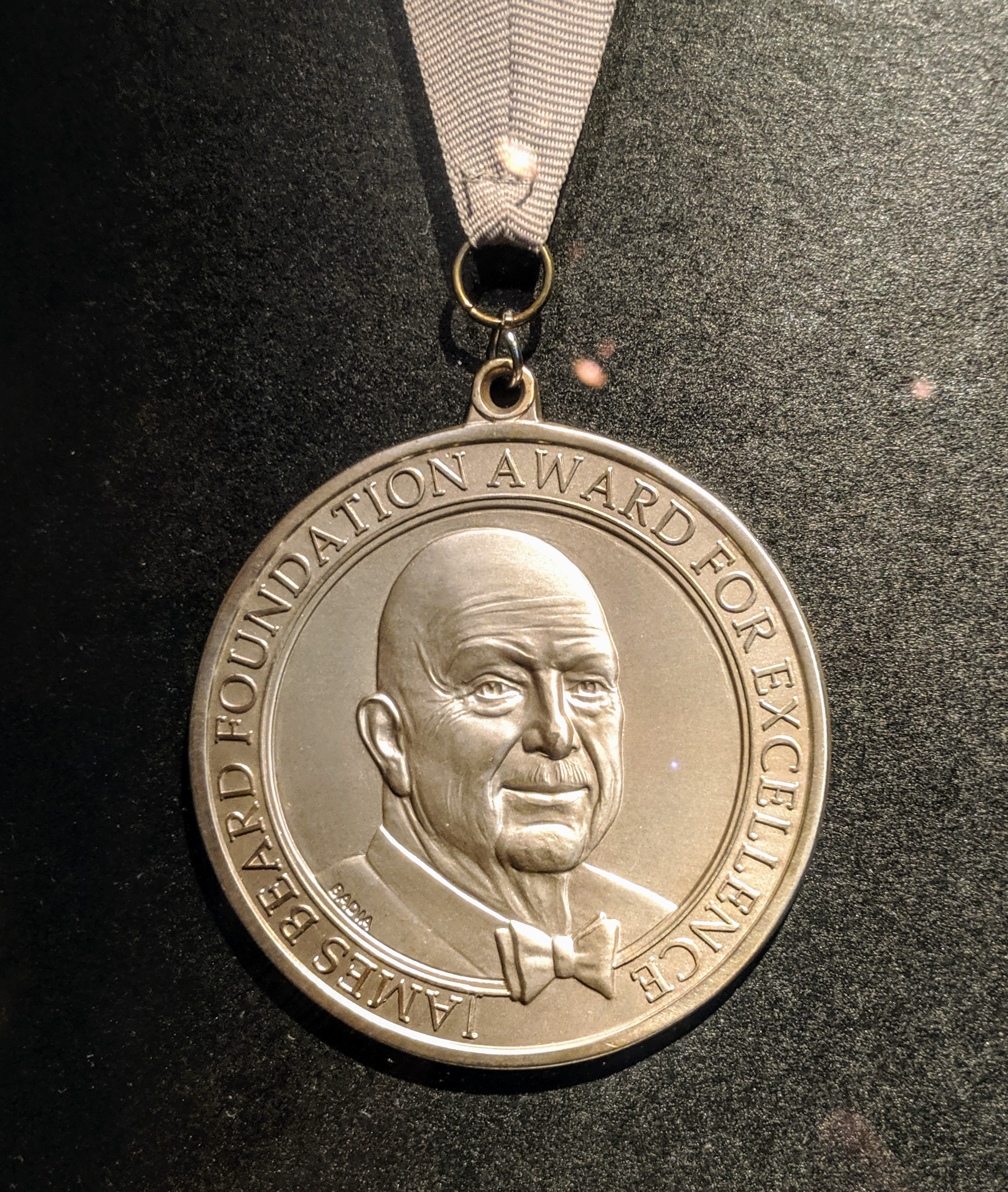
Medalhão do James Beard Foundation Award for Excellence

Os James Beard Foundation Awards são prêmios anuais apresentados pela James Beard Foundation para reconhecer chefs, donos de restaurantes, autores e jornalistas nos Estados Unidos.   Eles estão programados para o aniversário de 5 de maio de James Beard.   Os prêmios da mídia são apresentados em um jantar na cidade de Nova York; os prêmios de chef e restaurante também foram entregues em Nova York até 2015, quando a gala anual da fundação mudou-se para Chicago.  Chicago continuará a sediar os prêmios até 2027.  

## História
Os prêmios foram estabelecidos em 1990, quando a fundação expandiu seus prêmios de chef e os combinou com o Who's Who of American Cooking da Cook's Magazine e o French's Food and Beverage Book Awards.   Além dos prêmios de chef, restaurante e livro, os prêmios de jornalismo foram adicionados em 1993, que se expandiram para a mídia de transmissão em 1994, e os prêmios de design de restaurante foram concedidos pela primeira vez em 1995. 
Os prêmios são votados por mais de 600 profissionais da culinária, incluindo vencedores de prêmios anteriores.  Os contemplados recebem um medalhão gravado com a imagem do chef e escritor James Beard e um certificado da fundação.  